# Болдер (Колорадо)
Болдер (енгл. Boulder) град је у америчкој савезној држави Колорадо.

## Демографија
По попису из 2010. године број становника је 97.385, што је 2.712 (2,9%) становника више него 2000. године.
| Група             | 2000.          | 2010.          |
| Белци             | 79.721 (84,2%) | 80.873 (83,0%) |
| Афроамериканци    | 1.154 (1,2%)   | 876 (0,9%)     |
| Азијати           | 3.806 (4,0%)   | 4.605 (4,7%)   |
| Хиспаноамериканци | 7.801 (8,2%)   | 8.507 (8,7%)   |
| Укупно            | 94.673         | 97.385         |

## Партнерски градови
- Душанбе
- Ramat Negev Regional Council